# Cervona Slobidka, Lohvîțea
Cervona Slobidka (în ucraineană Червона Слобідка) este un sat în comuna Bezsalî din raionul Lohvîțea, regiunea Poltava, Ucraina.

## Demografie
Componența lingvistică a localității Cervona Slobidka
     Ucraineană (100%)
Conform recensământului din 2001, toată populația localității Cervona Slobidka era vorbitoare de ucraineană (100%).